# Davy Gallon
Davy Gallon (ur. 28 kwietnia 1989 w Caen) – francuski zawodnik MMA oraz judoka. Brązowy medalista mistrzostw Francji w judo juniorów U20 w kategorii do 81 kg. W latach 2016-2017 mistrz FEN w wadze półśredniej. Mistrz GFA w wadze półśredniej z 2019. Walczył także dla Babilon MMA oraz Bellator MMA. Aktualnie związany z KSW.

## Kariera MMA

### Wczesna kariera
Gallon rozpoczął treningi sportów walki w wieku 5 lat, zaczynając od judo. Był członkiem kadry France Junior, brał udział w kilku międzynarodowych turniejach reprezentując barwy francuskie. Po poważnej kontuzji nabytej podczas kursu przygotowawczego do reprezentacji Francji w mistrzostwach świata, która wymagała od niego ponadrocznego odpoczynku, radykalnie zmienił postrzeganie sportu.
Latem 2010 roku rozpoczął treningi mieszanych sztuk walki zapisując się do lokalnego klubu kickboxingu i MMA. Sześć miesięcy później wziął udział w swoich pierwszych zawodach. Karierę na w swoim ojczystym kraju rozpoczął od występów w formule pankrationu (jedynej akceptowanej formy MMA we Francji przed 2020 rokiem). Swój pierwszy turniej rozegrał 8 stycznia 2011 w Hawrze na Pancrase Fight 3. Po kilku walkach na terytorium Francji brał udział w kilku imprezach ATCH 100% Fight, gdzie walczył z kilkoma francuskimi zawodnikami MMA. 11 stycznia 2014 wygrał dwie walki podczas turnieju Fight one / Fight Select2 w Paryżu.

### Walki w innych krajach
W czerwcu 2014 roku na gali Helsinki Fight Night stoczył pierwszą zawodową walkę poza granicami swojego kraju. Tam zwyciężył przez poddanie w drugiej rundzie w walce z Kai Puolakka.
Po kilku walkach w Europie swój pierwszy międzynarodowy pas mistrzowski w wadze półśredniej zdobył na gali FEN 12 we Wrocławiu, na której to znokautował Michała Michalskiego. Za swój występ został nagrodzony bonusem za nokaut wieczoru.
23 marca 2019 roku wrócił na francuską ziemię, gdzie na gali GFA 11 technicznie znokautował w drugiej rundzie Brazylijczyka, Sydneya Machado. 
16 listopada 2019 roku zmierzył się z weteranem UFC, Rossem Pearsonem na gali MTK MMA: Probellum w Londynie. W trzeciej rundzie efektownie znokautował rywala kopnięciem zwanym. "rolling thunder kick", które trafiło prosto na głowę przeciwnika.

### Bellator MMA
W styczniu 2020 roku podpisał kontrakt na cztery walki z czołową amerykańską organizacją Bellator MMA.
1 października 2021 roku Davy stoczył swoją pierwszą walkę dla nowego pracodawcy na Bellator 267, przeciwko Kane'owi Mousahowi. Wygrał jednogłośną decyzją sędziów.
25 lutego 2022 roku podczas Bellator 275 odniósł 20 zwycięstwo w zawodowym MMA, nokautując prawym hakiem swojego przeciwnika Charliego Leary'ego.
6 maja 2022 roku podczas swojego trzeciego występu w amerykańskiej organizacji stoczył walkę ze Szwajcarem, Benjaminem Branderem podczas Bellator 280. Odniósł zwycięstwo technicznie nokautując swojego rywala z pozycji krucyfiksu.

### KSW i Super League
30 września 2024 roku polska organizacja Konfrontacja Sztuk Walki ogłosiła zakontraktowanie Davy'ego Gallona, który będzie rywalizował w wadze lekkiej. Dwa dni później federacja zapowiedziała jego występ na gali XTB KSW 101: Le Classique, która odbyła się 20 grudnia 2024 w Nanterre. Jego rywalem został Marcin Held. Już w pierwszej rundzie został poddany duszeniem gilotynowym przez Polaka.
12 lipca następnego roku, w walce wieczoru gali Super League 3 pokonał przez nokaut w pierwszej rundzie Włocha, Danila Belluardo.

## Osiągnięcia

### Mieszane sztuki walki
- Pancrase Fight
  - 2011: Finalista turnieju Pancrase Fight w wadze półśredniej

- Fight Exclusive Night
  - 2016-2017: Mistrz FEN w wadze półśredniej
  - Bonus za nokaut wieczoru (raz) vs. Michał Michalski (2016)[11]
- Babilon MMA
  - Bonus za walkę wieczoru (raz) vs. Daniel Skibiński (2018)[24]
- Gladiator Fighting Arena
  - 2019: Mistrz GFA w wadze półśredniej

### Judo
- 2007: Brązowy medalista mistrzostw Francji judo juniorów U20 w kat. -81 kg[25]

## Lista zawodowych walk w MMA
| Wynik     | Bilans      | Przeciwnik (bilans przed walką) | Rozstrzygnięcie                                              | Runda | Czas | Rozgrywki                                | Data       | Miejsce          | Uwagi                                                                    |
| --------- | ----------- | ------------------------------- | ------------------------------------------------------------ | ----- | ---- | ---------------------------------------- | ---------- | ---------------- | ------------------------------------------------------------------------ |
| Wygrana   | 22-10-2 (1) | Danilo Belluardo (13-6)         | TKO (łokcie)                                                 | 1     | 4:21 | Super League 3                           | 12.07.2025 | Deauville        | Main Event                                                               |
| Przegrana | 21-10-2 (1) | Marcin Held (29-10)             | Poddanie (duszenie gilotynowe)                               | 1     | 2:24 | XTB KSW 101: Le Classique                | 20.12.2024 | Nanterre         | Debiut w KSW. Co-Main Event.                                             |
| Przegrana | 21-9-2 (1)  | Attila Korkmaz (13-7)           | KO (wysokie kopnięcie na głowę i ciosy pięsciami w parterze) | 3     | 0:23 | Bellator 299: Eblen vs. Edwards          | 23.09.2023 | Dublin           |                                                                          |
| Nieodbyta | 21-8-2 (1)  | Saul Rogers (15-5)              | No Contest                                                   | 1     | 2:12 | Bellator 296: Mousasi vs. Edwards        | 12.05.2023 | Paryż            |                                                                          |
| Przegrana | 21-8-2      | Daniele Scatizzi (11-6)         | Decyzja (jednogłośna)                                        | 3     | 5:00 | Bellator 287: Piccolotti vs. Barnaoui    | 29.10.2022 | Mediolan         |                                                                          |
| Wygrana   | 21-7-2      | Benjamin Brander (13-8)         | TKO (ciosy pięściami z krucifiksa w parterze)                | 2     | 3:18 | Bellator 280: Bader vs. Kongo 2          | 06.05.2022 | Paryż            |                                                                          |
| Wygrana   | 20-7-2      | Charlie Leary (17-11-1)         | TKO (prawy hak i ciosy)                                      | 2     | 2:01 | Bellator 275: Mousasi vs. Vanderford     | 25.02.2022 | Dublin           |                                                                          |
| Wygrana   | 19-7-2      | Kane Mousah (13-3)              | Decyzja (jednogłośna)                                        | 3     | 5:00 | Bellator 267: Lima vs. MVP 2             | 01.10.2021 | Londyn           | Debiut w Bellator MMA.                                                   |
| Wygrana   | 18-7-2      | Ross Pearson (20-16)            | KO (kopnięcie rolling thunder)                               | 3     | 4:27 | MTK MMA: Probellum                       | 16.11.2019 | Londyn           |                                                                          |
| Wygrana   | 17-7-2      | Sydney Machado (10-6)           | TKO (ciosy pięściami)                                        | 2     | 3:40 | Gladiator Fighting Arena 11              | 23.03.2019 | Nîmes            | Zdobył pas mistrzowski GFA w wadze półśredniej.                          |
| Przegrana | 16-7-2      | Daniel Skibiński (10-5)         | Decyzja (jednogłośna)                                        | 3     | 5:00 | Babilon MMA 3: Kołecki vs. Borowski      | 16.03.2018 | Radom            | Debiut w Babilon MMA. Bonus za walkę wieczoru.                           |
| Przegrana | 16-6-2      | Abner Lloveras (20-8-1)         | TKO (ciosy pięściami)                                        | 3     | 3:44 | Arnold Fighters: War of Titans           | 23.09.2017 | Barcelona        | Main Event                                                               |
| Wygrana   | 16-5-2      | Alessandro Botti (12-7)         | Poddanie (skrętówka)                                         | 1     | 2:05 | Venator: Theater of War                  | 29.04.2017 | Cesena           |                                                                          |
| Wygrana   | 15-5-2      | Michał Michalski (5-1)          | TKO (ciosy pięściami w parterze)                             | 4     | 2:39 | FEN 12: Feel The Force                   | 20.05.2016 | Wrocław          | Zdobył pas mistrzowski FEN w wadze półśredniej. Bonus za nokaut wieczoru |
| Wygrana   | 14-5-2      | Rafał Błachuta (9-5)            | Decyzja (jednogłośna)                                        | 3     | 5:00 | FEN 10: Gold Edition                     | 09.01.2016 | Lubin            | Debiut w FEN.                                                            |
| Wygrana   | 13-5-2      | Mariusz Radziszewski (12-13-2)  | TKO (przerwanie przez narożnik)                              | 2     | 4:04 | Incredible Fighting Night 1: Let's Begin | 24.10.2015 | Częstochowa      |                                                                          |
| Remis     | 12-5-2      | Thibaud Larchet (9-3)           | Remis                                                        | 3     | 5:00 | 100% Fight 25: Ten Years                 | 04.07.2015 | Paryż            |                                                                          |
| Przegrana | 12-5-1      | Juho Valamaa (8-3)              | TKO (ciosy pięściami)                                        | 1     | 1:53 | FNF 9: Turku Fight Night                 | 25.04.2015 | Turku            | Main Event                                                               |
| Remis     | 12-4-1      | Jason Ponet (14-8)              | Remis                                                        | 3     | 5:00 | 100% Fight 24: Punishment                | 31.01.2015 | Paryż            |                                                                          |
| Przegrana | 12-4        | Mickael Lebout (10-3-2)         | TKO (ciosy pięściami)                                        | 2     | ?    | SHC 10                                   | 20.09.2014 | Genewa           |                                                                          |
| Wygrana   | 12-3        | Kai Puolakka (11-4)             | Poddanie (dźwignia prosta na staw kolanowy)                  | 2     | ?    | Helsinki Fight Night                     | 14.06.2014 | Helsinki         |                                                                          |
| Wygrana   | 11-3        | Seydina Seck (15-10)            | Decyzja (jednogłośna)                                        | 2     | 5:00 | 100% Fight 20: Comeback                  | 05.04.2014 | Levallois-Perret |                                                                          |
| Wygrana   | 10-3        | Yacin Daji (7-3)                | Poddanie (duszenie gilotynowe)                               | 1     | 1:52 | Fight Select 1                           | 11.01.2014 | Paryż            |                                                                          |
| Wygrana   | 9-3         | Leon Kenge (4-3)                | Decyzja (niejednogłośna)                                     | 2     | 5:00 | Fight Select 1                           | 11.01.2014 | Paryż            |                                                                          |
| Wygrana   | 8-3         | Malick Sylla (5-8)              | Poddanie (skrętówka)                                         | 1     | 2:29 | 100% Fight: Contenders 21                | 14.12.2013 | Paryż            |                                                                          |
| Wygrana   | 7-3         | Sébastien Grandin (9-10)        | Poddanie (skrętówka)                                         | 1     | 2:10 | 100% Fight 17: Adrenaline                | 15.05.2013 | Paryż            |                                                                          |
| Wygrana   | 6-3         | Christophe Chapuis (8-9)        | Decyzja (jednogłośna)                                        | 2     | 5:00 | 100% Fight 16: Grand Prix Finals         | 17.05.2013 | Aubervilliers    |                                                                          |
| Przegrana | 5-3         | Florent Betorangal (10-6)       | Poddanie (duszenie zza pleców)                               | 1     | 1:24 | 100% Fight 15: Grand Prix First Round    | 13.04.2013 | Aubervilliers    |                                                                          |
| Wygrana   | 5-2         | Samba Coulibaly (2-2)           | Decyzja (jednogłośna)                                        | 2     | 5:00 | 100% Fight 15: Grand Prix First Round    | 13.04.2013 | Aubervilliers    |                                                                          |
| Wygrana   | 4-2         | David Ceda (0-0)                | Decyzja (jednogłośna)                                        | 2     | 5:00 | 100% Fight 13: Day of Reckoning          | 16.02.2013 | Aubervilliers    |                                                                          |
| Przegrana | 3-2         | David Bear (2-0)                | Decyzja (jednogłośna)                                        | 2     | 5:00 | 100% Fight: Contenders 16                | 10.11.2012 | Le Havre         | Finał turnieju 100% Fight w wadze półśredniej.                           |
| Wygrana   | 3-1         | Adel Ghaddou (0-0)              | Poddanie (skrętówka)                                         | 1     | 1:59 | 100% Fight: Contenders 16                | 10.11.2012 | Le Havre         | Półfinał turnieju 100% Fight w wadze półśredniej.                        |
| Przegrana | 2-1         | Refki Guerrida (2-0)            | Poddanie (duszenie gilotynowe)                               | 1     | 1:00 | Pancrase Fight 3                         | 08.01.2011 | Le Havre         | Finał turnieju Pancrase Fight w wadze półśredniej.                       |
| Wygrana   | 2-0         | Kevin Agussol (2-2)             | Decyzja (jednogłośna)                                        | 3     | 5:00 | Pancrase Fight 3                         | 08.01.2011 | Le Havre         | Półfinał turnieju Pancrase Fight w wadze półśredniej.                    |
| Wygrana   | 1-0         | Nori Berramdane (0-0)           | Poddanie (dźwignia prosta na staw łokciowy)                  | 1     | N/A  | Pancrase Fight 3                         | 08.01.2011 | Le Havre         | Ćwierćfinał turnieju Pancrase Fight w wadze półśredniej.                 |